# Панкратов, Лев Германович
Лев Германович Панкра́тов (р. 19 мая 1959, Горький) — российский дирижёр, хормейстер, заслуженный артист России (2008), композитор, член союза композиторов РФ, профессор.
Окончил Горьковскую хоровую капеллу мальчиков (1974), Горьковскую государственную консерватории им. М. И. Глинки (1983; класс профессора, заслуженного деятеля искусств РФ кандидата искусствоведения Е. Н. Гаркунова). В 1990 году окончил ассистентуру-стажировку Нижегородской государственной консерватории под руководством народного артиста РФ Л. К. Сивухина.
Л. Г. Панкратов — бессменный художественный руководитель и главный дирижёр созданной им в 1991 году мужской капеллы «Благовест», обладателя премий «Гран — При» международных и всероссийских конкурсов хорового искусства.
Автор и художественный руководитель всероссийских и международных фестивалей хорового искусства, в том числе
- «Всероссийского фестиваля хоровой музыки в Московском Кремле» (2009);
- «Международного хорового фестиваля в Историческом музее на Красной площади» (2011);
- Всероссийских фестивалей современного хорового, театрального и изобразительного искусства «Гармония и мир» (2013, 2015);
- Директор ежегодного Международного хорового конгресса в Московской государственной консерватории им П. И. Чайковского.

## Педагогическая деятельность
- С 1985 года по настоящее время — преподаватель (с 2007 года — доцент) кафедры хорового дирижирования Нижегородской государственной консерватории им. М. И. Глинки.
- С 1996 по 2003 год — преподаватель дирижирования и хоровых дисциплин в Нижегородском хоровом колледже им. Л. К. Сивухина.
- С 2016 года — доцент кафедры хорового дирижирования Московской государственной консерватории им. П. И. Чайковского, директор хора Московской консерватории.

## Сочинения
- «Литургия Святого Иоанна Златоуста»
- «Реквием» на стихи А. Ахматовой
- «INOE» (Заклинания для смешанного хора, симфонического оркестра, чтеца, тенора и сопрано в 7 частях)
- «Три духовных стиха для мужского хора»